# Eugénie Brazier
Eugénie Brazier (12 de junho de 1895 - 2 de março de 1977), mais conhecida como "la Mère Brazier", foi uma chef francesa que, em 1933, se tornou a primeira pessoa a receber seis estrelas Michelin, três cada em dois restaurantes: La Mère Brazier na rue Royale, uma das principais ruas de Lyon, e um segundo restaurante, também chamado La Mère Brazier, fora da cidade. Esta conquista foi inigualável até que o chef Alain Ducasse foi premiado com seis estrelas no Guia de 1998.

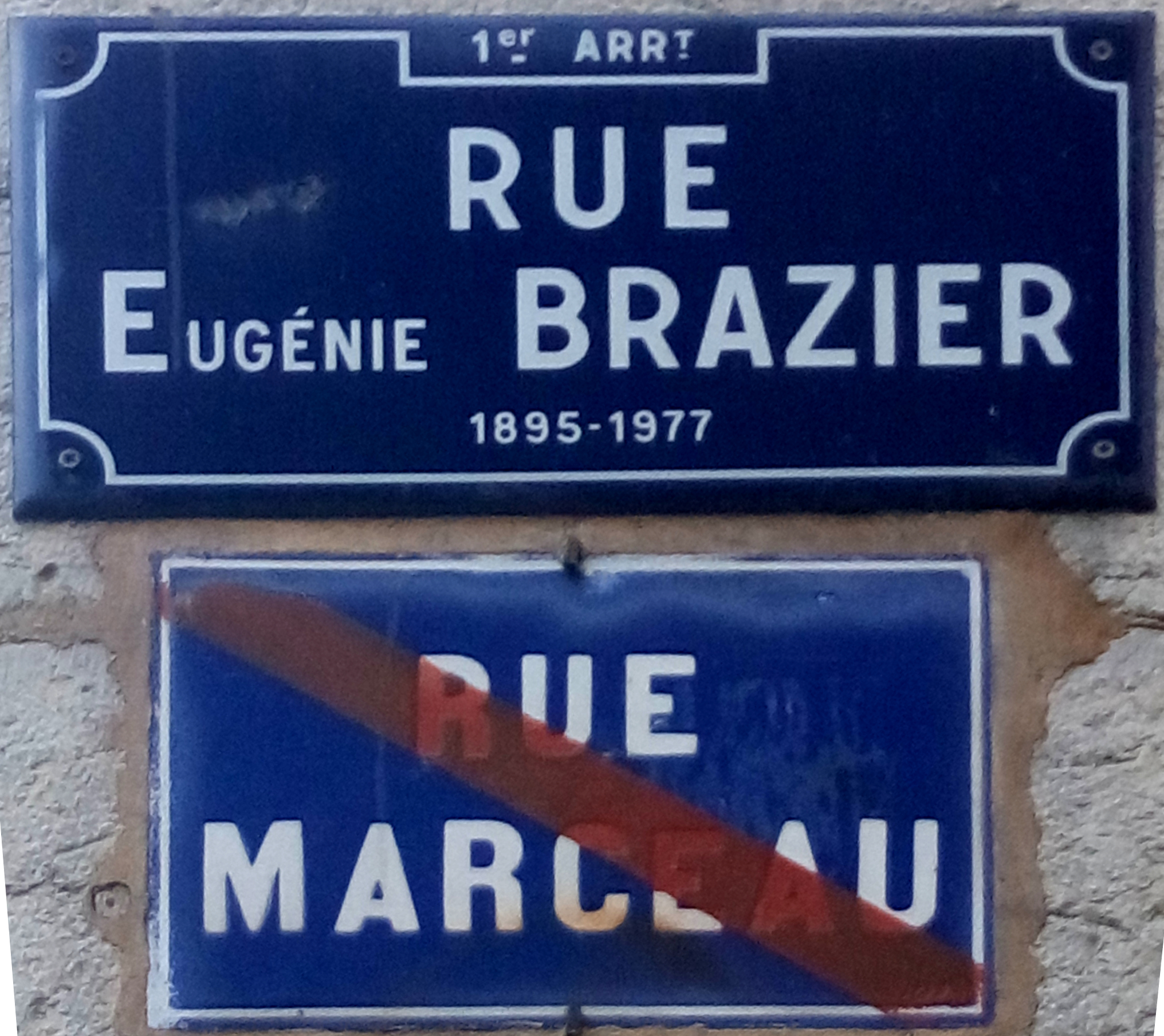
Rua em Lyon perto do restaurante, renomeada em homenagem a Brazier em 2003

Brazier seguiu as tradições das famosas cozinheiras de Lyon - as Mères lyonnaises - evitando pratos excessivamente elaborados, preferindo oferecer comida simples da mais alta qualidade. Ela influenciou gerações subsequentes de cozinheiros franceses, incluindo Paul Bocuse e Bernard Pacaud, que treinaram em seu restaurante. Ela é homenageada em bolsas de estudo e prêmios anuais por redação culinária concedidos em seu nome. Suas receitas foram coletadas e publicadas em 1977 e uma tradução para o inglês foi publicada em 2014. Ela foi oferecida, mas recusou a Légion d'honneur, a mais alta ordem de mérito francesa.

## Legado
Os clientes da Brazier incluíam figuras conhecidas, como Marlene Dietrich e Charles de Gaulle. Para o influente escritor culinário Maurice Curnonsky, "Príncipe da Gastronomia da França", Brazier era a maior cuisinier do mundo. Smith escreve: "Não é exagero dizer que sua culinária foi o início da gastronomia francesa moderna". No mesmo livro, Bocuse a chama de "um dos pilares da gastronomia global". Sua morte foi marcada por obituários não apenas na imprensa francesa, mas também em jornais estrangeiros.